# Leiomy Maldonado

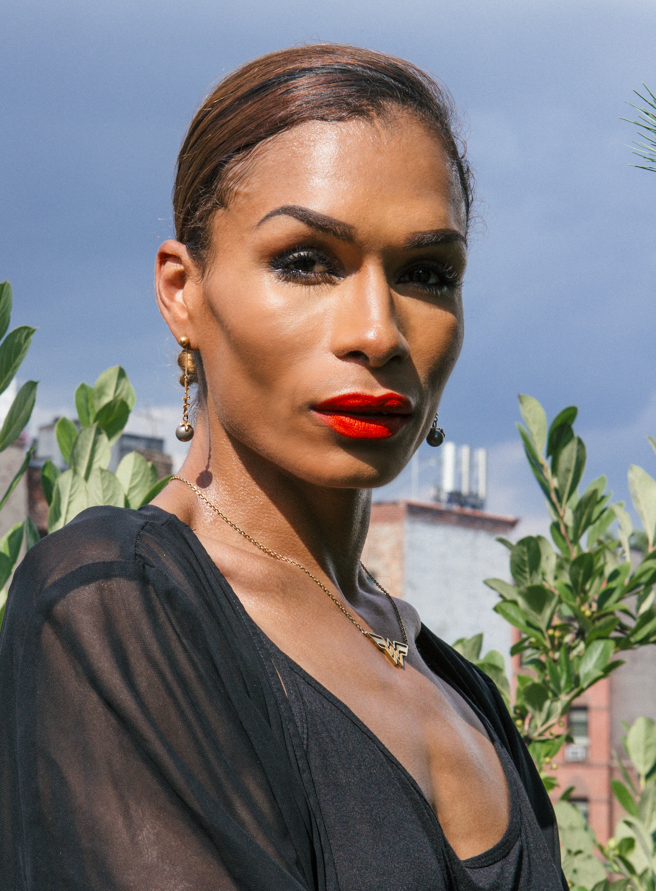
Leiomy Maldonado im Jahr 2016

Leiomy Maldonado (geboren 28. April 1987 in der Bronx) ist eine US-amerikanische Tänzerin und Choreografin. Sie wurde neben Auftritten in der sogenannten Ballroom-Szene vor allem durch Zusammenarbeiten mit Musikern wie Icona Pop, FKA twigs und CocoRosie bekannt, wobei sie auch häufig selbst in den Musikvideos zu sehen ist. Weil ihre Karriere in der Ball Culture begann, in der Vogue ein wesentlicher Bestandteil ist, wird Maldonado Wonder Woman of Vogue genannt.

## Leben
Maldonado wurde 1987 im New Yorker Stadtteil Bronx geboren, wo sie auch aufwuchs. Sie interessierte sich laut eigenen Angaben in ihrer Kindheit nicht für Tanzen, sondern wollte, da sie Tiere gerne hatte, Tierärztin werden und bereitete sich deswegen schon in jungen Jahren darauf vor, diesen Beruf später einmal ausüben zu können.
Im Alter von 15 Jahren traf Maldonado bei einem Besuch des Kips Bay Boys & Girls Club, einem Jugendzentrum in der Bronx, auf eine trans Frau, die sie später als ihre Mentorin bezeichnete. Durch sie erfuhr Maldonado erstmals etwas über den Tanzstil Vogue. Dieser ist ein Markenzeichen der ursprünglich aus New York stammenden Ballroom-Szene, in der queere, meistens afro- und lateinamerikanische Personen in Houses genannten Vereinigungen bei Balls gegeneinander antreten, künstlerische Wettbewerbe in den Bereichen Tanz und Laufsteg-Präsentationen. Maldonado gefiel die Ball Culture, auch weil sie in ihr eine Methode zum Stress-Abbau sah. Sie habe durch die Subkultur einen Weg gefunden, ihre wahre Geschlechtsidentität auszudrücken, da sie schon seit ihrer Kindheit als weiblich identifizierte, und unterzog sich schließlich einer geschlechtsangleichenden Maßnahme.
Im Alter von 16 Jahren nahm Maldonado an diesen Wettbewerben ohne jegliche Vorbereitung teil, bei denen sie allerdings aufgrund ihrer in der Szene ungewöhnlichen Art des Voguing regelmäßig schlecht abschnitt. Deswegen beschäftigte sich Maldonado intensiv mit der Geschichte sowohl der Ball Culture als auch des Vogue, indem sie sich unter anderem VHS-Aufnahmen von Vogue-Tanzenden ansah. Am Anfang ihrer Karriere seien ihr zudem oft Vorwürfe aufgrund ihres athletischen Körperbaus gemacht worden, weil trans Frauen in den Augen vieler Mitglieder der Subkultur femininer sein sollten. Maldonado entwickelte sich trotz dieser Vorbehalte schließlich zu einer festen Größe in der US-amerikanischen Ball-Szene. Der Spitzname Wonder Woman of Vogue wurde ihr vom House-Leiter Jack Mizrahi verliehen, da sie in ihrem Beruf viele Hindernisse überwinden musste und dabei auf ihre eigene Art erfolgreich wurde.

## Karriere

### Fernsehen
Im Jahr 2009 nahm Maldonado an der Tanzwettbewerbs-Sendung America’s Best Dance Crew auf MTV teil. Sie war Mitglied der Gruppe Vogue Evolution ihrer Heimatstadt New York. Das Kollektiv war das erste der Sendung mit rein queerer Besetzung, Maldonado zur damaligen Zeit auch laut der Gay and Lesbian Alliance Against Defamation nur eine von zwei offen trans Mitwirkenden an US-amerikanischen Fernsehsendungen. Maldonado und die restlichen Tänzer gehörten in den ersten vier Episoden zu den besten Gruppen, in der fünten Folge befanden sie sich unter den letzten Zwei, wurden nach einem erneuten Auftritt von der Jury rausgewählt und belegten schließlich den fünften von insgesamt neun Plätzen.
Laut Maldonado wollten sie und die anderen Mitglieder der Öffentlichkeit mit ihrer Teilnahme die Ursprünge des Vogue sowie seinen Status als bereits lang existierende Kunstform vermitteln, da viele Sänger damals wenig erfolgreich versuchten, den Tanz in ihren Videos zu imitieren und seine Erfindung oft fälschlicherweise Madonna aufgrund ihres gleichnamigen Lieds zugeschrieben wird. Obwohl sie im Rückblick froh darüber war, ihre Kultur repräsentiert und die Wurzeln des Vogue bekannt gemacht zu haben, zeigte Maldonado sich darüber frustriert, dass die Tanzfähigkeiten der Gruppe angeblich hinter der afroamerikanischen, queeren Identität der Mitglieder zweitrangig waren. Maldonado selbst wurde, nachdem sie die anderen Tänzer bei einer Probe heftig kritisierte, von der Jurorin Lil’ Mama aufgefordert, sich wie eine Dame zu benehmen, auch wenn sie als Mann geboren sei, schließlich werde sie langsam zur Frau. Gegen diese Aussage gingen zahlreiche Beschwerden von Zuschauenden bei MTV ein.
Von 2018 bis 2021 fungierte Maldonado für die FX-Fernsehserie Pose, in der es um Mitglieder verschiedener Houses in den 1980er und 1990er Jahren geht, als Choreografin der Ball-Szenen. Maldonado stand für die Serie auch vor der Kamera, sie verkörperte darin in einer wiederkehrenden Nebenrolle Florida Ferocity, ein Mitglied im House of Ferocity der beiden Hauptfiguren Candy (Angelica Ross) und Lulu (Hailie Sahar). Im selben Jahr war eines von Maldonados Kindern, also House-Mitgliedern, mit dem Namen Tati 007 in der Reality-Dokumentation My House auf dem zu Vice gehörenden Sender Viceland zu sehen. In dieser geht es um die junge Generation der Ball Culture, Maldonado wurde dabei als Tatis Mentorin vorgestellt und berichtete von ihrem eigenen Karrieren-Anfang in der Szene.
Im Mai 2020 war Maldonado neben Jameela Jamil, Law Roach und Megan Thee Stallion erstmals als Jurymitglied in der HBO-Sendung Legendary zu sehen. In dieser treten stets zehn (in der ersten Staffel acht) verschiedene Houses bei insgesamt neun Balls in den Bereichen Tanz, Voguing und Laufsteg-Präsentation gegeneinander an, das Sieger-House erhält im Finale ein Preisgeld in Höhe von 100.000 Dollar. Im Juli desselben Jahres wurde die Sendung für eine zweite Staffel verlängert, im Juni 2021 bestellte HBO eine dritte Staffel und setzte Legendary schließlich im Dezember 2022 ab.

### Musik und Tanz
Maldonado choreografierte das Musikvideo zum Lied Whip My Hair von Willow Smith, das am 20. Oktober 2010 veröffentlicht wurde und in dem sie auch einige Sekunden lang zu sehen war. Whip My Hair war vom Leiomy Lolly inspiriert, einer nach Maldonado benannten, in der Musikszene berühmten Bewegung, während der die Haare beim Tanzen auf eine bestimmte Art geschwungen werden. Maldonado präsentierte den Leiomy Lolly erstmals während ihrer Ball-Auftritte, er wird regelmäßig von bekannten Künstlerinnen wie Beyoncé, Britney Spears, Janet Jackson und Lady Gaga kopiert. Am 23. Juli 2013 kam All Night von Icona Pop heraus, im Musikvideo fungierte Maldonado erneut als Tänzerin. Es handelt von mehreren New Yorker Mitgliedern der Ball Culture, vor allem Dragqueens, aber auch anderen Kunstschaffenden. Nachdem einige der Beteiligten erklären, warum sie in der Subkultur tätig sind, stellt der Moderator die Teilnehmenden des House of Sparkle und des House of Spirit vor. Während Icona Pop schließlich das Lied singt, treten die Kandidaten, unter anderem auch Maldonado, im Voguing gegeneinander an, was eine Hommage an Paris brennt darstellt.
2017 war Maldonado Teil einer Nike-Kampagne anlässlich des Pride Month. In einem Werbevideo für die #BeTrue-Kollektion des Herstellers bringt Maldonado in einem Studio mehreren jungen Personen den Vogue bei und tanzt anschließend mit ihnen auf der Straße sowie in Nachtclubs, während eine Stimme aus dem Off die Zuschauenden unter anderem fragt, wie sie die Welt prägen, welche Herausforderungen sie gemeistert haben und was sie im Leben motiviert. Im April 2018 spielte Maldonado im Musikvideo Цвет Настроения Синий (deutsch Stimmungsfarbe Blau) des russischen Musikers Filipp Bedrossowitsch Kirkorow mit.
2021 wurde Maldonado vom Kosmetikunternehmen Black Opal unter anderem aufgrund ihrer Erfahrung als Model auf der New York Fashion Week und Tänzerin als Fotomodell unter Vertrag genommen. Im selben Jahr war sie auf dem Laufsteg der Modenschau Savage X Fenty von Rihanna zu sehen. Sie tanzte dabei zum Lied Conceited von Remy Ma einen Vogue.